# Notylia
Notylia es un género de orquídeas epifitas originarias de América.

## Distribución
Notylia incluye cerca de cincuenta especies epifitas de crecimiento cespitoso, alrededor de la mitad en Brasil. Se encuentran desde México, al sur de Brasil y en la Región oriental húmeda de Paraguay, donde prefieren áreas a menos de ochocientos metros de altitud. En Colombia se han registrado 12 especies.

## Descripción
Sus pseudobulbos son rudimentarios, parcialmente cubiertos con envolturas de hojas imbrincadas, se agrupan y tienen sólo una, comparativamente muy grande, hoja oblonga o plana. De la axila de las vainas nace la inflorescencia, pendular, en racimo, de largo a muy larga con muchas flores dispuestas en espiral, muy sensibles o más robustas, de aspecto ceroso.
Las flores generalmente de color verde pálido, rara vez con escasas manchas o puntos púrpura, naranja o marrón, pueden tener sépalos libres o unidos por el lado. Los pétalos son siempre libres y suelen ser casi combados llegando a tocar la punta. El labio tiene una garra cerca de la base, y unguiculada, larga de hoja triangular. De vez en cuando tiene una lámina como la uña hasta el final. La columna presenta antera atrás con dos polinias. Las flores son polinizadas por abejas Euglossinas.

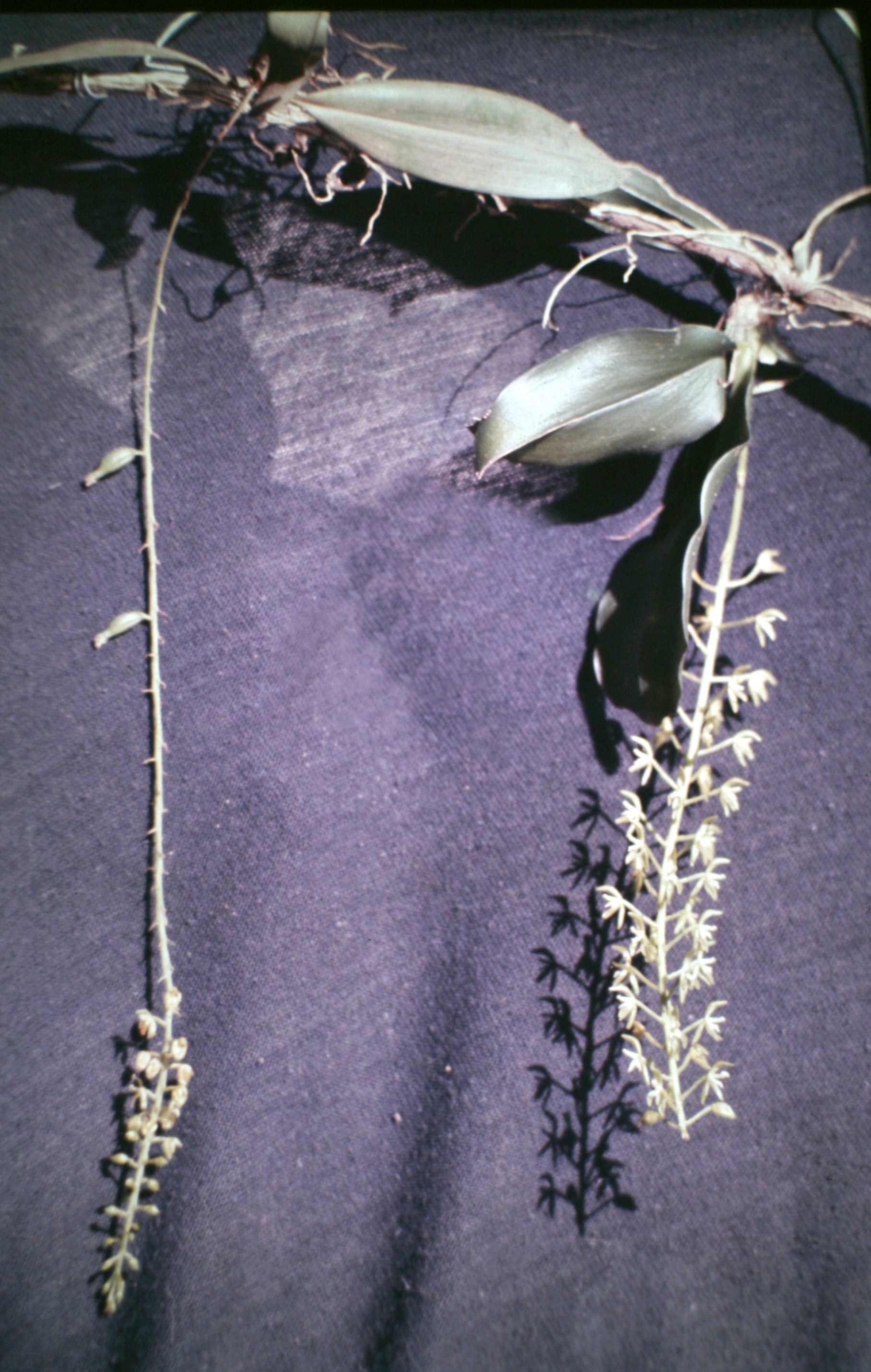
Notylia sagittifera.

## Evolución, filogenia y taxonomía
El género se propuso por John Lindley en el Registro Botánico 11: sub t. 930 , en 1825 para describir la especie. Su especie tipo es Notylia punctata (Ker Gawl.) Lindley, previamente descrito como Pleurothallis punctata Ker Gawl.

## Etimología
El nombre es una referencia al callo en el estigma de sus flores. Las plantas son de pequeño o mediano tamaño, la mayoría con valor ornamental.

## Especies seleccionadas
| - Notylia albida - Notylia angustifolia - Notylia barkeri - Notylia bernoullii - Notylia bicolor - Notylia brenesii - Notylia buchtienii - Notylia bungerothii - Notylia calceolaris - Notylia carnosiflora - Notylia durandiana - Notylia glaziovii - Notylia huegelii - Notylia incurva - Notylia lankesteri - Notylia lexarzana - Notylia lilacina - Notylia longispicata | - Notylia manabina - Notylia multiflora - Notylia oberonia - Notylia orbicularis - Notylia panamensis - Notylia pompona - Notylia punctata - Notylia rhombilabia - Notylia rimbachii - Notylia rosea - Notylia sagittifera (Kunth) Link, Klotzsch & Otto - cebolleta de Colombia - Notylia sylvestris - Notylia tridachne - Notylia trullulifera - Notylia vanilla - Notylia venezuelana - Notylia wullschlaegeliana - Notylia xyphophora |

## Sinonimia
- Macroclinium [Barb.Rodr.]